# Black Spider
Black Spider (englisch für „Schwarze Spinne“) ist der Name von mehreren fiktiven Charakteren im Besitz des US-amerikanischen Unterhaltungskonzerns Time Warner. Diese treten vor allem in Zeichentrickproduktionen von Time Warners Film- und Fernsehproduktionsgesellschaft Warner Brothers sowie in Comicpublikationen von Time Warners Comicverlag DC Comics auf. 
Von comic- und rassengeschichtlicher Bedeutung ist vor allem die erste Version der Figur (Black Spider I/ "Eric Needham"). Bei dieser handelt es sich namentlich um den ersten afroamerikanischen Schurken-Charakter in einem amerikanischen Mainstream-Comic, ein Rollenfach, das zuvor ausschließlich weißhäutigen Charakteren vorbehalten gewesen war.

## Vermarktung
Black Spider – ein eingetragenes Markenzeichen – wird vor allem als Schurken-Charakter in den Comics, die in DCs Batman-Label erscheinen, benutzt. Dort tritt die Figur üblicherweise als Gegenspieler ("Superschurke") auf, der sich Auseinandersetzungen mit Batman und anderen "Superhelden"-Charakteren liefert.

## Versionen
Die ursprüngliche Version von Black Spider (Black Spider I) wurde 1976 vom Autor Gerry Conway und dem Zeichner Ernie Chan entwickelt und erstmals in dem Comicheft Detective Comics #463 vorgestellt. Eine neuere Version schufen Autor Doug Moench und Zeichner Kelley Jones für das Heft Batman 518 von 1995.

### Black Spider 1 (Eric Needham)
Black Spider I, alias Eric Needham, wird in seiner Debütgeschichte von 1976 als ein Selbstjustiz übender Junkie vorgestellt, der als selbsternannter "Rächer" systematisch Drogendealer und ihre Hintermänner in seiner Heimatstadt Gotham City aufspürt und ermordet. Da Needham Drogenkriminelle als "Schmeißfliegen" ansieht, verkleidet er bei seinen Jagdaktionen als "natürlicher Feind der Fliegen", d. h. als Spinne. Obwohl er sich "Black Spider" ("schwarze Spinne") nennt trägt er ein orange-lilafarbenes (in seinem Schnitt an Marvel Comics Spider-Man erinnerndes) Kostüm. In weiterer Nachahmung seines Namenspaten montiert er eine Schussvorrichtung an sein Handgelenk, die kleine Bolzen verschießen kann, die er als "Spinnenstachel" bezeichnet. Als Motiv für Needhams Handeln wird schließlich enthüllt, dass er das Drogenmilieu für den Tod seines Vaters, den er selbst während eines Raubüberfalls im Drogenrausch erschoss, verantwortlich macht.
Durch die Mordserie im Drogenmilieu wird schließlich Batman, der selbsternannte Beschützer von Gotham City, auf Black Spider aufmerksam. Bei seinen ersten Versuchen Black Spiders tödlichen Privatkrieg ein Ende zu machen (Detective Comics #463 und #464) erweist der Spinnenmann sich als gleichwertiger Gegner Batmans und kann – für tot gehalten – entkommen. In Batman #306 von 1978 gelingt es Batman schließlich Black Spider zu verhaften, während dieser dem Drogenboss Hannibal Hardwicke – der versucht ihn, Black Spider zur Ausschaltung seiner Konkurrenz zu instrumentalisieren – nachstellt. 
Weitere Geschichten beschreiben, wie Black Spider zweimal bei Massenausbrüchen aus dem Gefängnis von Gotham City wieder in Freiheit gerät, um bald darauf erneut von Batman verhaftet zu werden (Detective Comics #526, 1982, und Batman #400, 1986). In Shadow of the Bat #5 von 1992 kommt Black Spider schließlich ums Leben, als er sich mit einer selbst gebastelten Bombe gemeinsam mit einer Bande von Drogendealern – die Needhams geschiedene Frau Linda Morrel, ebenfalls eine Drogensüchtige, und seinen Sohn Michael ermordet hatten um ihn zu treffen – in die Luft sprengt.
In der Comicserie Sandman wird Needham, gemeinsam mit anderen Bewohnern des Totenreiches von Luzifer wieder zum Leben erweckt (#23), und kehr auf die Erdoberfläche zurück (#28). In den Sandman-Comics trat er in der Folge als Geschäftsmann auf, der andeutungsweise mit dem Teufel im Bund war. Zuletzt sah man ihn als Besucher eines von Luzifer selbst geleiteten Nachtklubs (#57 und 59).

### Black Spider 2 (Johnny LaMonica)
Der Name Black Spider überdauerte Needhams Ableben jedoch, als ein Auftragskiller im Dienste des Gothamer Mobs namens Johnny LaMonica ihn sich als nom de guerre aneignete. 
LaMonica war ein egomanischer Narziss, der es zutiefst verabscheute, sein hübsches Gesicht durch eine Maske zu verdecken. Dennoch maskierte er sich mit einer strumpfmaskenähnlichen Gesichtsmaske, die entfernt einem Spinnenkopf ähnelte. Ansonsten trug er jedoch kein Kostüm, sondern normale Straßenkleidung (schwarze, metallnietenbesetzte Lederjacke, Jeans, Motorradstiefel). LaMonica ging diesen Kompromiss ein, um in die Bruderschaft der Falschen Gesichter, ein Gothamer Verbrechersyndikat, aufgenommen zu werden, das jedes seiner Mitglieder dazu verpflichtete, nach dem Eintritt eine Maske zu tragen, um sich so gleichsam eine neue Identität anzueignen. 
Dabei handelte er im Auftrag einer konkurrierenden Bande, die hoffte, die Bruderschaft auf diese Weise von innen heraus infiltrieren zu können. 
LaMonicas Primärziel war es dabei, den Anführer der Bruderschaft, den sektiererischen Soziopathen Roman Sionis alias Black Mask, zu ermorden. Nachdem diese Schwarze Spinne bereits mehrere von Sionis Bandenmitgliedern getötet hatte, verhinderte Batmans Eingreifen, dass sie ihren Auftrag zu Ende bringen konnte: Sionis entkam, während LaMonica im Zweikampf mit Batman besiegt wurde. 
Dabei stürzte der Killer in die Scherben eines zerbrochenen Spiegels, wobei sein ehemals makelloses Gesicht vielfach zerschnitten wurde und als ein „Netz aus Narben“ zurückblieb (US-Batman-Ausgaben Nr. # 518–519, 1995). Danach wurde LaMonica ins Blackgate-Gefängnis verbracht, in dem er eine Zelle mit Val Kaliban (alias Spook) teilte (Gotham Knights # 46 [?]). LaMonica wurde später in einer Schießerei mit den Detectives Renee Montoya und Crispus Allen von dem letzteren tödlich verwundet (Gotham Central #23, 2004).
Die Figur Johnny LaMonica ist nach Doug Moenchs gleichnamigen Nachbarn benannt, dessen Namen der Autor als besonders wohlklingend empfand.

### Black Spider 3 (Derrick Coe)
Nach LaMonicas Ableben wurde das "Black Spider"-Franchise von einem Mann der sich nur als Calculator bezeichnet an Derrick Coe verkauft. Coe trat in den Dienst des kriminellen Zusammenschlusses "The Society". Bei einer Auseinandersetzung mit den Birds of Prey wurde er von Saviant aus einem Fenster gestoßen und ist seitdem verschollen.